# Люсель (Швейцария)
Люсе́ль (нем. Lützel JU) — часть французской коммуны Люсель, входящей в состав швейцарской коммуны Плин (кантон Юра). Расположена на Франко-Швейцарской границе.

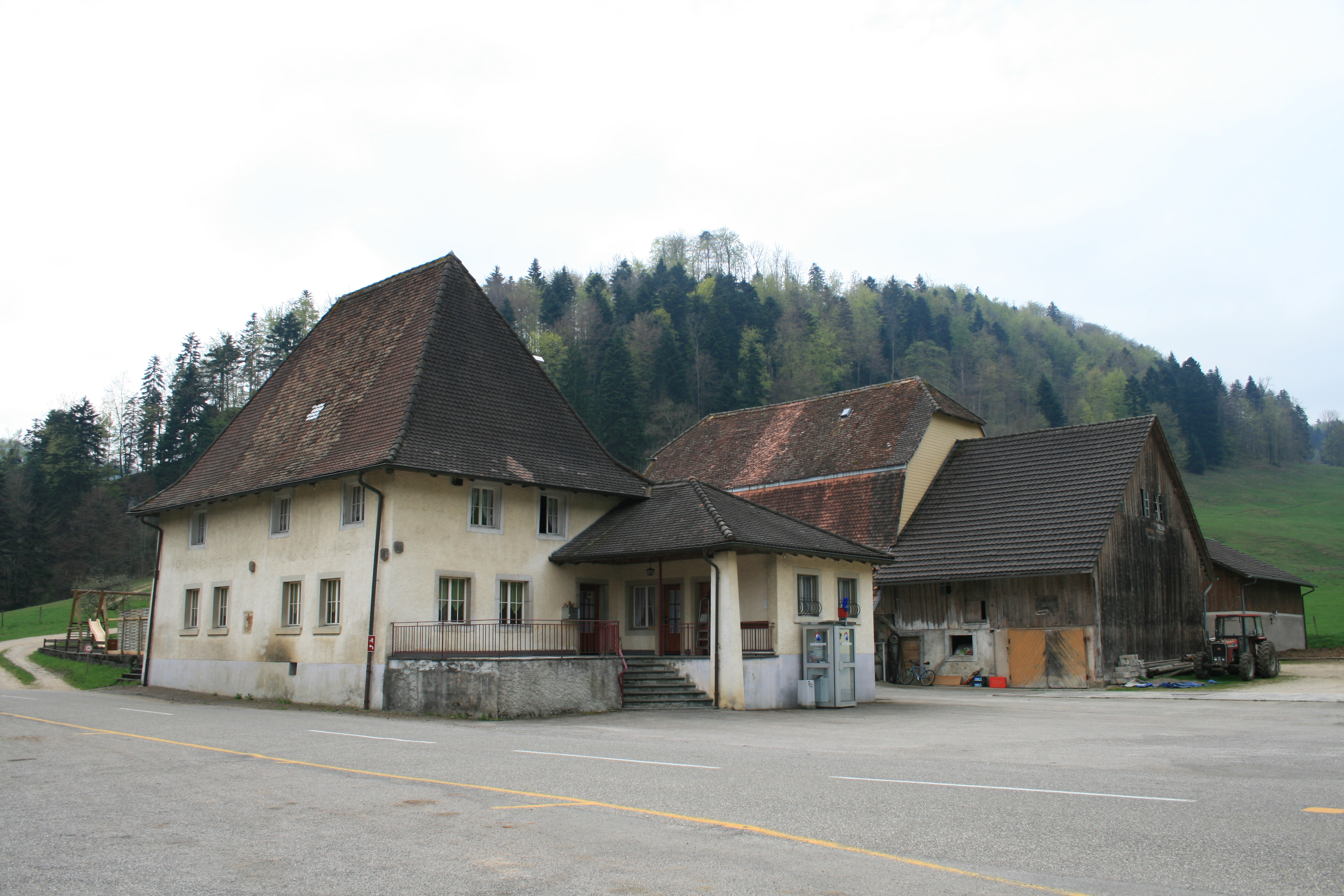

Таким образом, посёлок, расположенный на границе, разделён между двумя странами: в Северной половине, входящий во Французский департамент Верхний Рейн насчитывается 39 жителей (2012), а Южная половина фактически является частью коммуны Плин (нем. Pleigne), в швейцарском кантоне Юра. На этой территории расположено аббатство Люсель — важный религиозный центр с начала 12 до конца 18 века. Деревушка, которая находится в Южной части, отделена от территории монастыря (аббатства) государственной границей. Южная часть принадлежала князю епископства Базель и в 1815 году отошла к Швейцарии (Северная часть, с основными постройками монастыря, относится к Франции с 1648 года).